# Trøndelag Teater

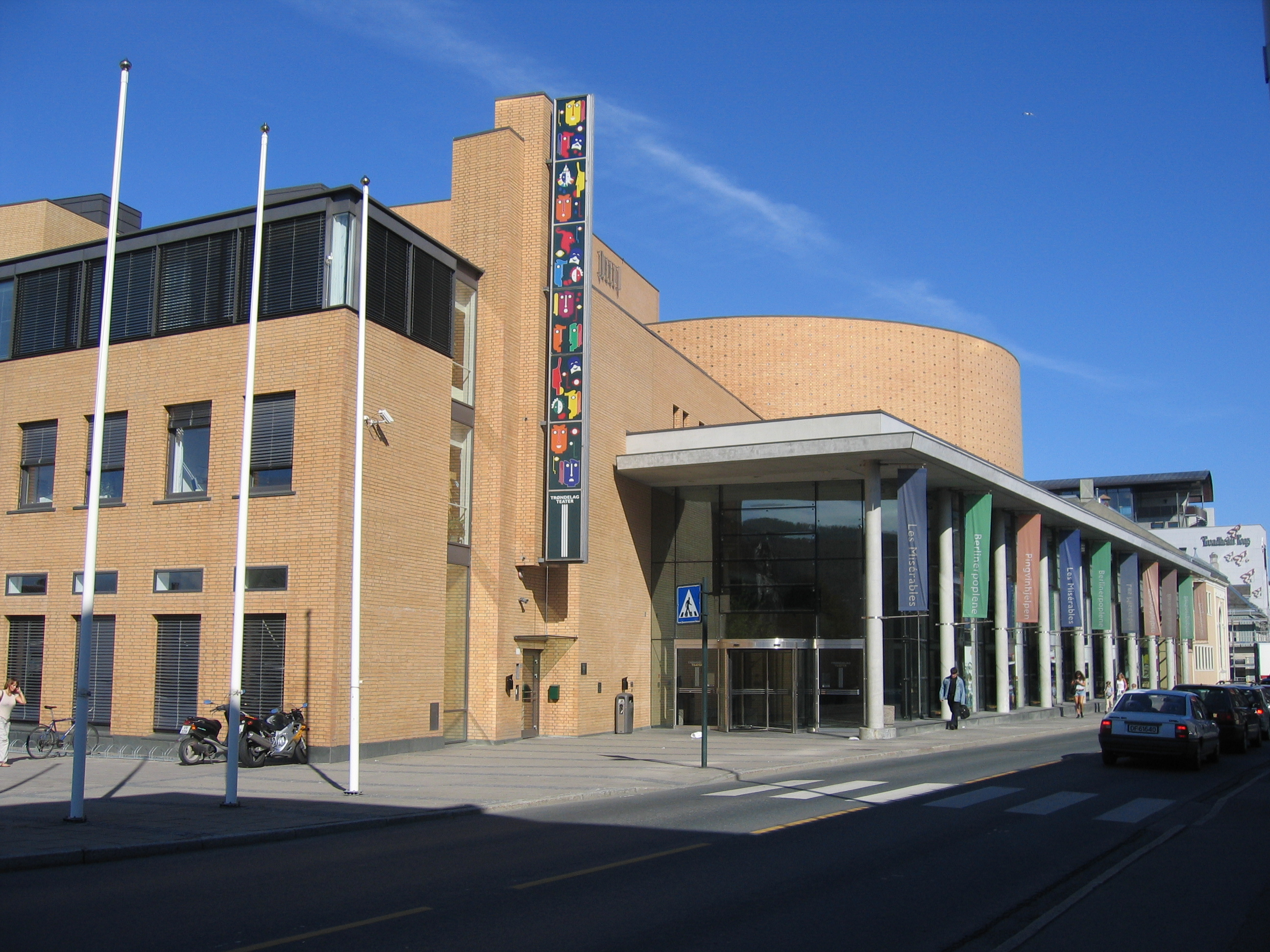
Trøndelag Teater.

Trøndelag Teater är en teater i Trondheim, Norge. Den är Norges näst största regionteater.[källa behövs]
Teaterbyggnaden från 1816, minnesmärkt sedan 1969, är Norges äldsta och en av de äldsta i Nordeuropa. Den användes ursprungligen av amatörteatern Det Dramatiske Selskab, och därefter av en rad turnerande teatersällskap som tidvis drev den på fast bas, så som Johan Conrad Huusher (1829-1831), Carl Wilhelm Orlamundt (1831-1834), Jacob Mayson (1836-1839) och Gustav Wilhelm Selmer (1839-1848). 
Först omkring 1860 hade Trondheim i några säsonger sin första fasta scen i form av Throndhjems Theater, där bland andra Henrik Klausen debuterade. 1911 öppnade nästa fasta scen, på initiativ av Sverre Brandt. Thora Hansson var chef och Agnes Mowinckel var en av de ledande krafterna på teatern. Senare var Ludvig Müller, Rasmus Rasmussen, Hans Bille och Johan Hauge chefer, till dess att teatern måste lägga ner 1926. 
1937 öppnade så den tredje fasta scenen i Trondheim, under namnet Trøndelag Teater. Henry Gleditsch hade gjort ett energiskt förarbete och var en god teaterchef. Nazisterna övertog teatern 1942, men måste snart lägga ner den. 1945 öppnades den igen, med Georg Løkkeberg som chef.
Under åren efter andra världskriget har Trøndelag Teater skaffat sig en säker konstnärlig position. Teatern har föresatt sig att bli en scen för hela Trøndelag, och har från 1990-talet haft fem fasta scener.
1997 byggdes en ny anläggning, i vilken den gamla teaterbyggnaden är integrerad.

## Teaterchefer
Trondhjems Nationale Scene (1910–1926)
- 1910–1913: Thora Hansson
- 1913–1916: Ludvig Müller
- 1916–1923: Rasmus Rasmussen
- 1923–1924: Hans Bille
- 1924–1926: Johan Kristian Hauge

Trøndelag Teater (från 1937)
- 1937–1942: Henry Gleditsch
- 1942: Karl Bergmann
- 1942–1945: Johan Barclay-Nitter
- 1945–1948: Georg Løkkeberg
- 1948–1950: Alfred Maurstad
- 1950–1951: Nils Reinhardt Christensen
- 1951–1966: Victor Huseby
- 1966–1969: Erik Pierstorff
- 1969–1973: Arne Aas
- 1973–1979: Kjell Stormoen
- 1979–1984: Ola B. Johannessen
- 1984–1989: Otto Homlung
- 1989–1992: Helle Ottesen
- 1992–1997: Terje Mærli
- 1997–2000: Ola B. Johannessen
- 2000–2005: Catrine Telle
- 2005–2010: Otto Homlung
- 2010–: Kristian Seltun